# Euronesier
Euronesier sind eine ethnische Volksgruppe mit weltweit circa 250.000 Angehörigen. Sie haben sich aus der Mischung  indigener Ozeanier mit Europäern gebildet.
Auf ozeanischer Seite ist der genetische Hintergrund überwiegend polynesisch, gefolgt von mikronesisch und melanesisch. Auf europäischer Seite ist er überwiegend britisch, gefolgt von französisch, deutsch und spanisch. 
Der Ausdruck wird, in seiner englischen Variante Euronesians, vor allem auf den Samoainseln verwendet. Die administrativen Gebiete mit der zahlenmäßig größten euronesischen Population sind Französisch-Polynesien (44.000), Neukaledonien (25.000), Papua-Neuguinea (Salomon-Inseln) und Samoa (jeweils 18.000). 
In Australien und Neuseeland werden dort geborene Kinder mit sowohl polynesischer (engl. Pacific People) als auch europäischer Herkunft nicht als Euronesier, sondern als multiracial bezeichnet, d. h. Australier bzw. Neuseeländer mit gemischter ethnischer Herkunft.